# Bad Arolsen
Bad Arolsen (do 1997 Arolsen) – miasto uzdrowiskowe w Niemczech, w kraju związkowym Hesja, w rejencji Kassel, w powiecie Waldeck-Frankenberg.
Jedną z dzielnic miasta jest Mengeringhausen.

## Międzynarodowa Służba Poszukiwań
W Bad Arolsen znajduje się największe na świecie archiwum danych osobowych z czasów II wojny światowej, gromadzące pod auspicjami Międzynarodowego Czerwonego Krzyża wiele danych ofiar prześladowań, osób przemieszczonych, jeńców, robotników przymusowych i ofiar obozów koncentracyjnych. Archiwum to, przez lata zamknięte, jest aktualnie dostępne publicznie.

## Współpraca
Miejscowości partnerskie:
- Bad Köstritz, Turyngia
- Brugia, Belgia
- Hermann, Stany Zjednoczone
- Heusden-Zolder, Belgia
- Klütz, Meklemburgia-Pomorze Przednie